# Ineos Grenadier
El Ineos Grenadier es un nuevo vehículo todoterreno inspirado en el Land Rover Defender, en fabricación desde finales de 2022 por la mutinacional de productos químicos Ineos.
El Grenadier fue diseñado por Ineos Automotive Ltd, una empresa fundada por Jim Ratcliffe, el presidente de Ineos. El Grenadier, recuerda mucho al clásico Land Rover Defender, tiene una carrocería con chasis de escalera de acero, ejes de viga con suspensión de muelles helicoidales de velocidad progresiva de largo recorrido (delantero y trasero), y es propulsado por un motor BMW de seis cilindros.

## Historia
A Ratcliffe se le ocurrió la idea de construir un reemplazo de su Land Rover Defender, para lo cual contactó con Jaguar Land Rover para comprarle los equipos necesarios para continuar con la fabricación, después de que el modelo original cesara de producirse en Solihull, Reino Unido, tras 67 años, en enero de 2016.
Posteriormente, Ratcliffe decidió iniciar un proyecto para diseñar y construir un vehículo similar bajo el nombre en clave Projekt Grenadier (en español: Proyecto Granadero).
En realidad el nombre del vehículo honra al pub favorito de Ratcliffe, «The Grenadier», en el barrio de Belgravia, centro de Londres, donde consideró la idea inicial y donde, además, realizó la presentación en sociedad del vehículo.

## Desarrollo
En marzo de 2019, Ineos Automotive anunció que había firmado una asociación tecnológica para desarrollar un tren motriz con BMW. El anuncio se hizo en septiembre de 2019, junto con la noticia de que el Grenadier se fabricaría en una fábrica totalmente nueva en la localidad de Bridgend, Gales. Ineos Automotive también confirmó que invertiría en una planta de subensamblaje en Estarreja, Portugal, para la carrocería y el chasis del Grenadier. En diciembre de 2019, Ineos Automotive anunció que Magna Steyr, con sede en Austria, sería su socio de ingeniería para el desarrollo del Grenadier. Esta asociación garantizaría que el concepto del proyecto se convirtiera en un vehículo de producción en masa. El desarrollo del todoterreno incluye que la máquina sea sometida a 1,8 millones de kilómetros (1,1 millones de millas) de rodamiento, como parte de un régimen de pruebas de fatiga. Mark Tennant, director comercial de Ineos Automotive, dijo al Financial Times que se habían presentado 50.000 expresiones de interés, antes de que se hicieran públicos los diseños del vehículo. La marca espera fabricar 25 000 ejemplares del Grenadier al año, una vez alcance su plena capacidad de producción.
El 7 de julio de 2020, se informó que Ineos Automotive estaba en conversaciones con los propietarios de Mercedes-Benz, Daimler AG, para comprar la fábrica de microautomóviles Smart, en Hambach, Francia. «Es una consideración comercial seria», dijo Mark Tennant, director comercial de Ineos Automotive, al Financial Times. Ken Skates, ministro para la economía, el transporte y la región de Gales del Norte, dijo que sería «un verdadero golpe si Ineos incumpliera su compromiso público».

## Diseño

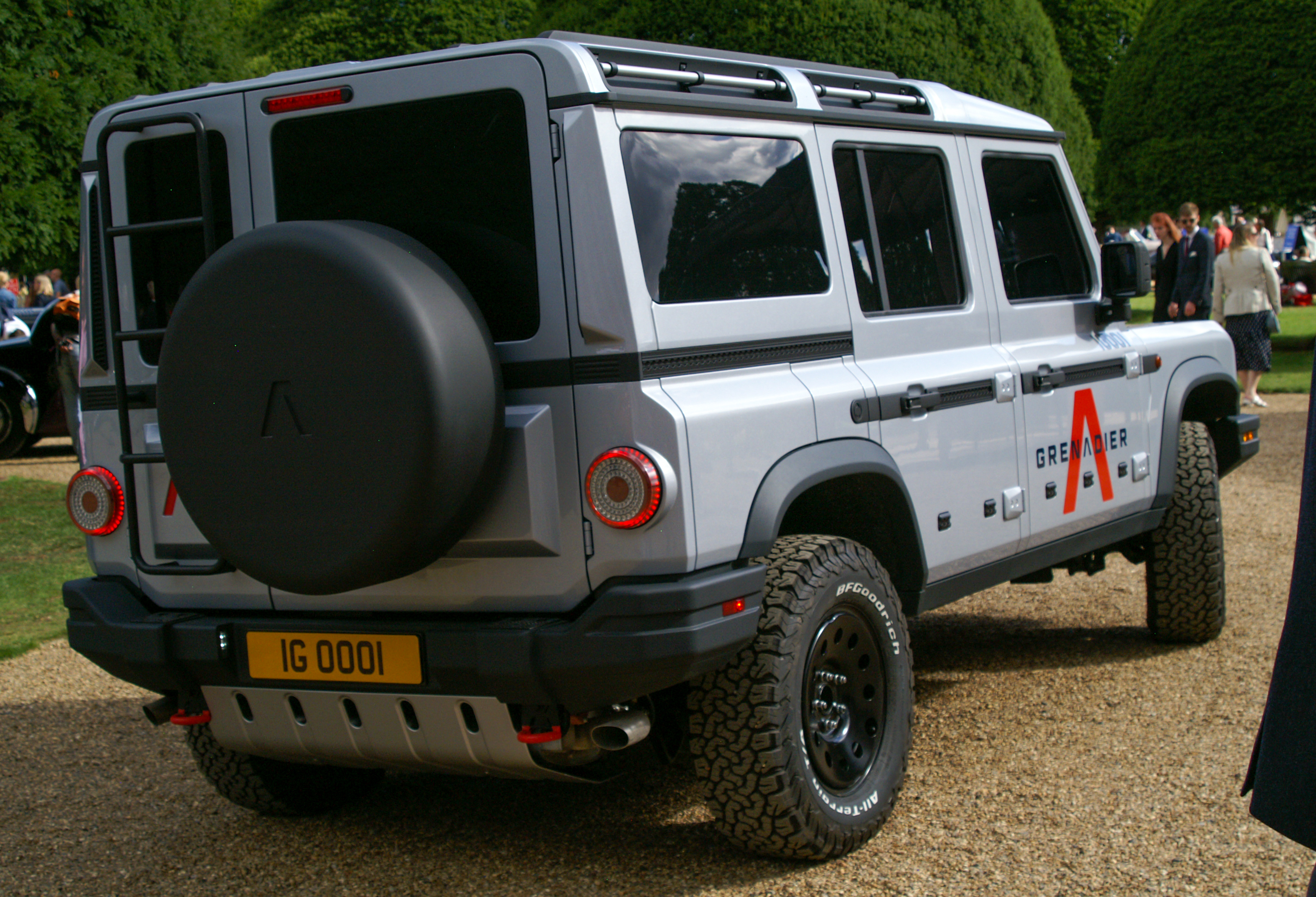
Ineos Grenadier, vista trasera

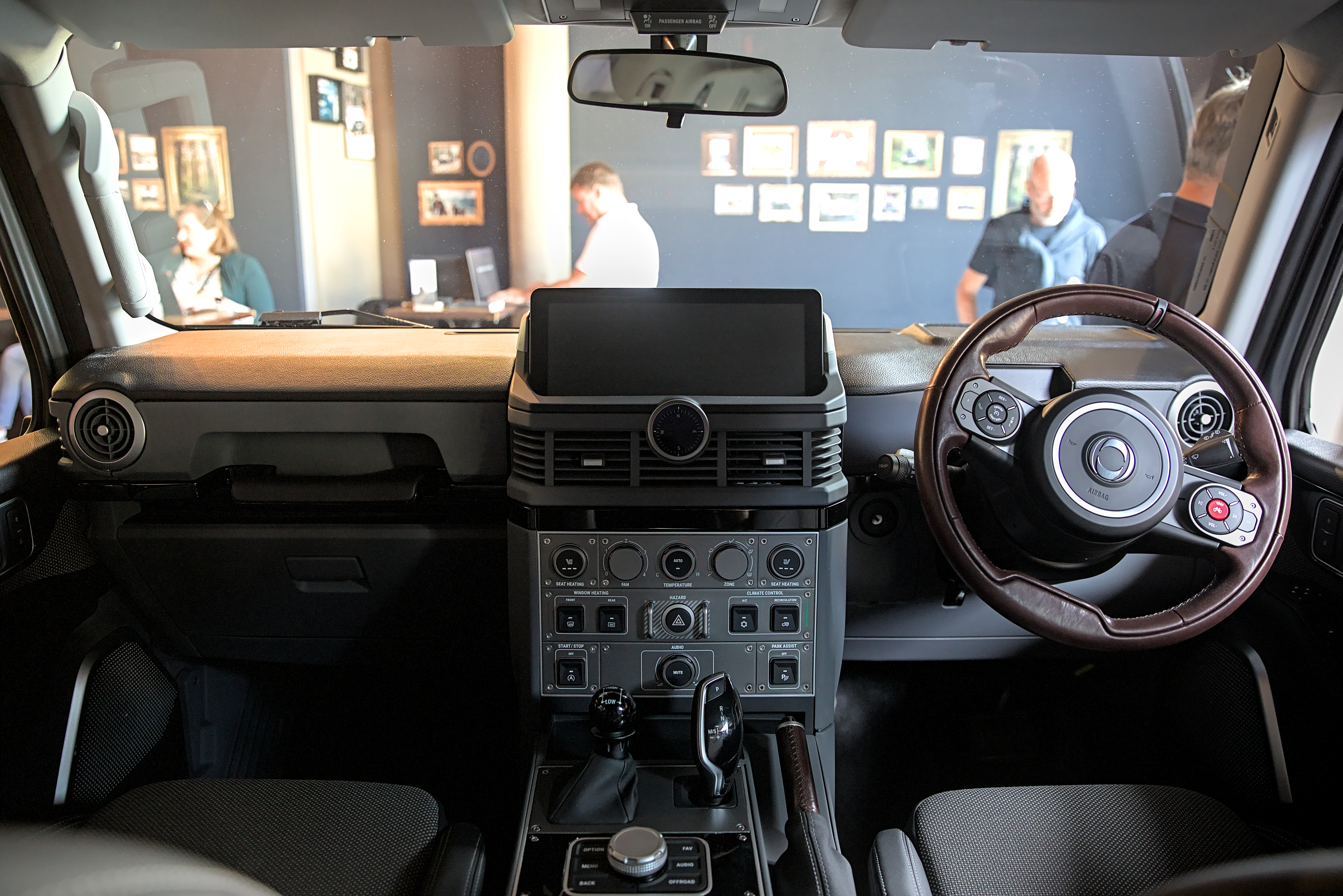
Ineos Grenadier, interior

En el lanzamiento en línea, Toby Ecuyer, Jefe de Diseño de Ineos Automotive, dijo: «Teníamos Jeep, Land Rover, Toyota Hilux, un Toyota Land Cruiser, Nissan Patrol, Ford Broncos. Y miramos furgonetas, camiones, Unimog, vehículos militares, tractores. Los vehículos con especificaciones para los difíciles terrenos de África fueron particularmente interesantes para nosotros. Todos dieron forma a nuestro plan para un vehículo que sería extremadamente fuerte, pero también muy honesto y sencillo». El diseño exterior del Grenadier se mostró al público por primera vez en un lanzamiento por internet, el 1 de julio de 2020. En el lanzamiento en línea, Jim Ratcliffe dijo: «El proyecto Grenadier comenzó identificando una brecha en el mercado abandonada por varios fabricantes, para un vehículo utilitario todoterreno. Esto nos brindó nuestro plan de ingeniería para un 4x4 fuerte, duradero y confiable fabricado para lidiar con los entornos más hostiles del mundo».
Steve Cropley, editor en jefe de la revista semanal Autocar escribió que: «el resultado es un todoterreno simple, bien proporcionado y de apariencia familiar».

## Especificación
En julio de 2020 se reveló que el Grenadier estará propulsado por motores BMW de seis cilindros, y contaría con un chasis tipo secciones de escalera en caja, con un grosor de pared de hasta 4 mm. La compañía también anunció que el vehículo contaría con ejes de viga tanto delanteros como traseros, fabricados por el Grupo Carraro en Italia, mientras que la suspensión sería una suspensión multibrazo, con bobinas y amortiguadores separados.